# Corpo delle armi navali
Corpo delle armi navali (Corps des armes navales) est un corps formé seulement d'officiers de la Marine Militaire Italienne: il a été constitué en 1926 comme corps autonome d'officiers de l'état-major. Son rôle est de gérer sous tous les aspects l'usage et l'entretien des armements et des instruments de bord qui s'y rattachent.

## Histoire

### 1886-1900
À partie de 1886 il s'est avéré nécessaire d'avoir du personnel spécialisé pour la gestion et l'administration de l'artillerie et des armes sous-marines. 
À cet effet, des officiers de l'état-major de la marine, conjointement à leurs prérogatives habituelles de commandement, sont formés à cette spécialisation et deviennent opérationnels après un cours théorique et un stage à l'arsenal. 
En 1898, il s'avère que la charge de travail de ces officiers est trop lourde et la fonction de commandement est séparée de celle de la gestion de l'armement.
À cet effet, un groupe d'officiers sédentaires est créé au sein du Corps de l'état major. Ces officiers souvent pas aptes à l'embarquement bénéficient néanmoins d'une progression de carrière identique à ceux à bord de navires mais cours du temps, ces officiers sédentaires sont considérés comme de second ordre et il devient difficile de recruter à ce poste du personnel capable et motivé.

### 1900-2000
En 1905, la Commission d’enquête parlementaire définit ce service « manquant de personnel intelligent et capable de commander et administrer, manquant de connaissances techniques et d’expérience ». En 1908 ce rôle d' «officier sédentaire» est transformé en spécialiste de direction.
En février 1918 est constitué le Corps des officiers spécialistes pour les armes navales remplaçant les officiers spécialistes de direction de navires, avec des grades identiques à ceux de l'armée de terre,  le grade maximal étant celui de Lieutenant-Général.
Les officiers faisaient l'objet d'un recrutement volontaire parmi les élèves de 4e année de l’Académie Navale.
Le décret du 1918 n'étant pas promulgué, vers la moitié de 1919, ce corps d'officier devient finalement Officiers de navires avec spécialisation des armes navales.
Finalement en 1926, le  Corps pour les armes navales inclut les officiers d'artillerie et du service torpille. Avec le développement de navires spécialisés au tir à long distance, l'artillerie avait atteint un niveau élevé dans le calcul de la balistique. En même temps les performances des canons concernant la portée et la vitesse de tir, avaient nécessite la mise en place de  mécanismes et de systèmes de calcul complexes basés sûr des calculateurs analogiques, mécaniques ou électromagnétiques.

### Aujourd'hui
En 2015, le Corpo  delle Armi Navali dont les tâches sont à la fois techniques et de commandement est constitué d'officiers ayant obtenu un diplôme universitaire en Ingénierie de Télécommunications.

## Galons
L'unique différence entre les uniformes des officiers du Corps de la Marina est la couleur du tissu qu'entoure les galons: pour les Armi Navali le tissu est de couleur brune.

## Source de traduction
- (it) Cet article est partiellement ou en totalité issu de l’article de Wikipédia en italien intitulé « Corpo delle armi navali » (voir la liste des auteurs).